# Enzo Romagnoli
Enzo Romagnoli, all'anagrafe Vincenzo Romagnoli (Napoli, 28 gennaio 1914 – Napoli, 6 maggio 1974), è stato un cantante italiano.

## Biografia
Nacque a Napoli, nella zona di Sant'Anna alle Paludi, il 28 gennaio 1914, da Enrico e da Assunta Provenzano. Il suo futuro avrebbe dovuto essere quello di ebanista, poiché già due suoi fratelli gestivano un'affermata falegnameria in via Pica, ma il fratello maggiore era un discreto suonatore di violino che soleva esibirsi alle varie feste patronali o partecipare alle cosiddette "periodiche", e questo fece sì che il piccolo Enzo si appassionasse della musica, decidendo da quel momento di dedicarsi all'arte del canto.
Debuttò al Teatro Trianon di Napoli nel 1930 interpretando Dicitencello vuje, il capolavoro di Enzo Fusco e Rodolfo Falvo, esibendosi al fianco di grandi nomi del periodo, tra i quali Elvira Donnarumma, Salvatore Papaccio, Vittorio Parisi e Nicola Maldacea.
Nel 1934, a vent'anni, partecipò alla sua prima Piedigrotta con la canzone A ricetta 'e Napule di Ciro Parente e Pasquale Frustaci; la kermesse settembrina allora venne promossa dalla casa editrice musicale Autori Associati e si svolse presso il Cine-Teatro Santa Lucia.
Nel 1935 firmò un contratto discografico con l'etichetta Odeon diventando uno dei maggiori interpreti dei brani napoletani e in lingua lanciati nelle audizioni di Piedigrotta. Con la Odeon ebbe un contratto che durò circa quindici anni, per terminare nel 1951, anno in cui, dopo aver inciso i brani della Piedigrotta della Casa Editrice "La Canzonetta", passò all'etichetta Phonotype Record. Nel 1954, incise canzoni per l'etichetta Fonit e, in seguito, per la Vis Radio e nuovamente per la Phonotype (Kristallo, Junghans, Adler e altre).
Dotato di una voce duttile e pastosa, fu eccellente protagonista di un repertorio variegato che andava dalla canzone sospirata passando per la macchietta comica fino ad approdare al repertorio canoro che più lo contraddistinguerà durante la sua lunga carriera artistica: la canzone drammatica o di giacca.
Dalla seconda metà degli anni trenta si dedicò anche al teatro, partecipando a diverse riviste di successo: "Charlot al Tabarin" con Lidia Gaia, "Simmo 'e Napule paisà" con Beniamino e Pupella Maggio, "Ancora un po' di cuore" con Luciano Tajoli e Memè Bianchi, "Domandiamolo al mondo" con Bruno Gerry, "Per chi suona la campana" con Alberto Amato e Isa Landi, "Due soldi di rivista" con Gino Mucci e altre.
Nella prima metà degli anni cinquanta partecipa anche a diverse sceneggiate con la compagnia dialettale di Liliana Cannio.
Il suo riferimento canoro e interpretativo fu Gennaro Pasquariello.
Incise dischi con la Phonotype dei fratelli Esposito e, grazie ai suoi successi, passò poi alla Odeon di Milano.
Vincitore del concorso OND sia nel 1937 con il motivo Canzone eterna che nel 1938 con la canzone Bella e luntana, il 23 settembre 1942, al Teatro Mercadante di Napoli, per la prima edizione dell'audizione musicale Aprilia Le più belle canzoni di Napoli, accanto a Pasquariello e alla giovane Isa Landi, Romagnoli cantò Signora, Viva sempe a libbertà e Dimane spuse, che ebbe un tale successo da diventare una famosa sceneggiata, come molte altre canzoni da lui interpretate.
In tarda età, il cantante restò immobilizzato per sette anni per una grave artrosi, per poi riprendersi completamente, tornando in sala d'incisione e pubblicando dischi di successo con le case discografiche Junghans, Amalfi, Fonola, T. & T. e Kristallo.
Dopo il successo, in vecchiaia conobbe l'indigenza e la disoccupazione; si arrangiò a fare l'elettricista al cimitero. Venne anche sfrattato per morosità. Morì il 6 maggio 1974.
Tra i suoi altri grandi successi, si ricordano: O meglio amico!, Zappatore, Priggiuniero 'e guerra, Sacrileggio!, Povera santa, Povera sposa mia, Sienteme, figlio!..., E me si frato tu?..., e Surdato analfabeta.

## Discografia parziale

### 78 giri
- 1935 – Brava gente/Fantasia (Odeon Go 12535)
- 1936 – T'aspetto a Napoli/Bella ca nun saie leggere (Odeon Go 12646)
- 1936 – Fantasia d'e vase/Tre feneste (Odeon Go 12647)
- 1936 – Catena spezzata/Campagna d'oro (Odeon Go 12648)
- 1937 – Guapparia/L'arte d''o sole (Odeon Go 12843)
- 1937 – Agata/I due gemelli (Odeon Go 12983)
- 1938 – Silenzio cantatore/Santa Lucia luntana (Odeon Go 19238)
- 1938 – 'Na sera 'e maggio/L'ammore quanno è ammore (Odeon Go 19378)
- 1939 – Pigliatillo pigliatillo/Scenario napulitano (Odeon Go 19734)
- 1939 – E me sì frate tu?/'Nnammurate puverielle (Odeon Go 19735)
- 1940 – Chiacchiere/Lassalo a chillo! (Odeon Go 20122)
- 1940 – Storia d'ammore/Core mio (Odeon Go 20124)
- 1941 – Brinneso/Tarantelluccia (Odeon Go 20263)
- 1941 – E figurelle/'Mpunto 'e tre (Odeon Go 20374)
- 1942 – Ritorno zappatore/Dimme addò staje (Odeon P 592)
- 1942 – Signore/Gente napulitana (Odeon P 593)
- 1954 – Scapricciatiello/A ze' maesta (Fonit 9400)
- 1954 – 'A cemmenera/Serenata a muglierema (Fonit 9401)
- 1954 – Aummo aummo/'Nu ricamo 'e gelusia (Fonit 9402)
- 1954 – Core cuntento/Canzone ammartenata (Fonit 9403)
- 1977 – Tuppe tuppe mariscia' (Vis Radio, ViMT 3307)

### 45 giri
- 1957 – Zappatore/Canzone 'mbriaca (Vis Radio, ViMQN 36497)